# Ahen senso
Pour plus de détails, voir Fiche technique et Distribution.
Ahen senso (阿片戦争 / 阿片戰争, Ahen sensō), en français La Guerre de l'opium, est un film japonais en noir et blanc réalisé par Masahiro Makino, sorti en 1943.
Au Japon, l'expression Ahen sensō désigne la première guerre de l'opium. L'histoire du film concerne cette guerre.

## Fiche technique
- Titre original : 阿片戦争 / 阿片戰争 (Ahen sensō?)
- Réalisation : Masahiro Makino

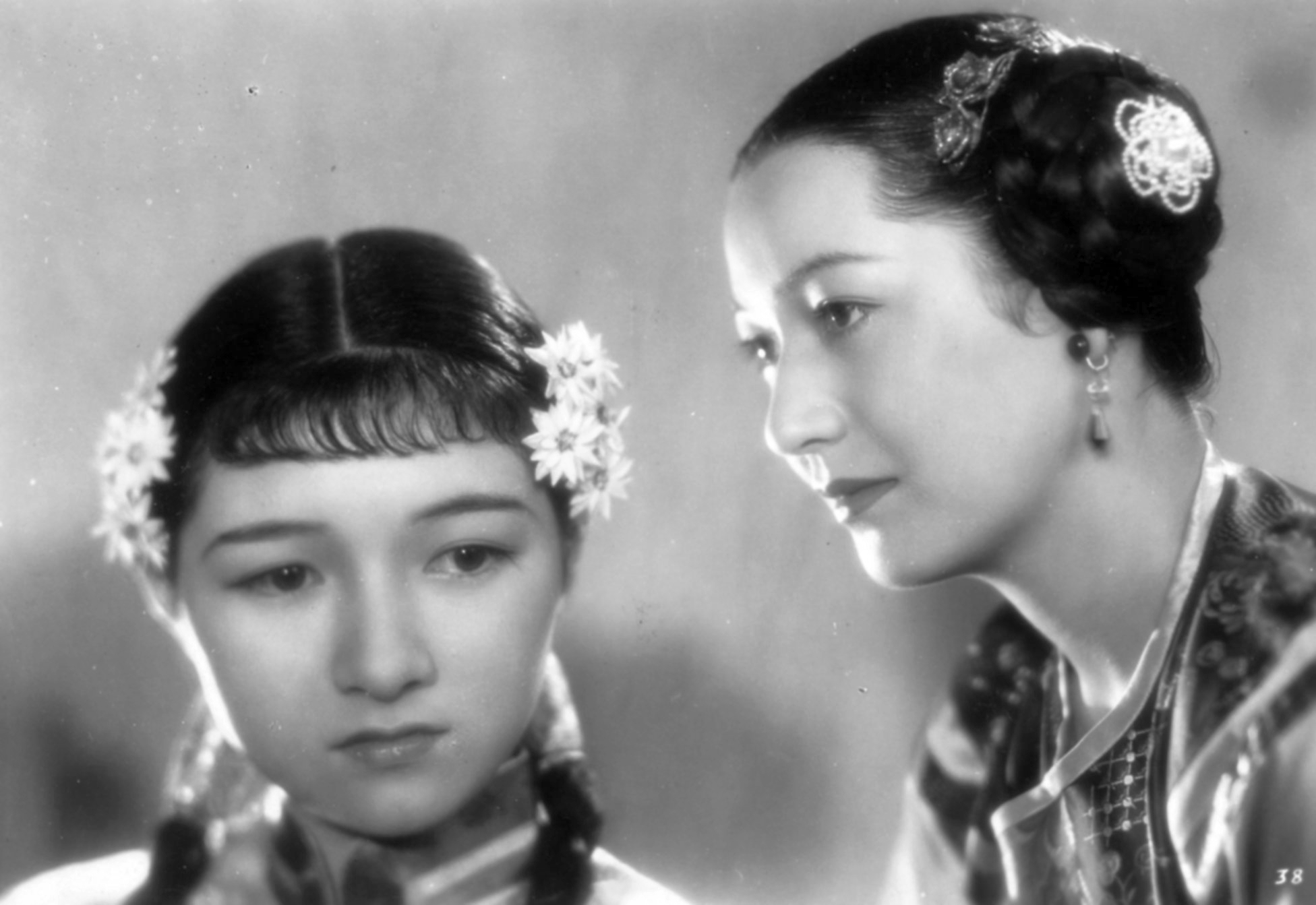
Scène du film avec Hideko Takamine et Setsuko Hara.

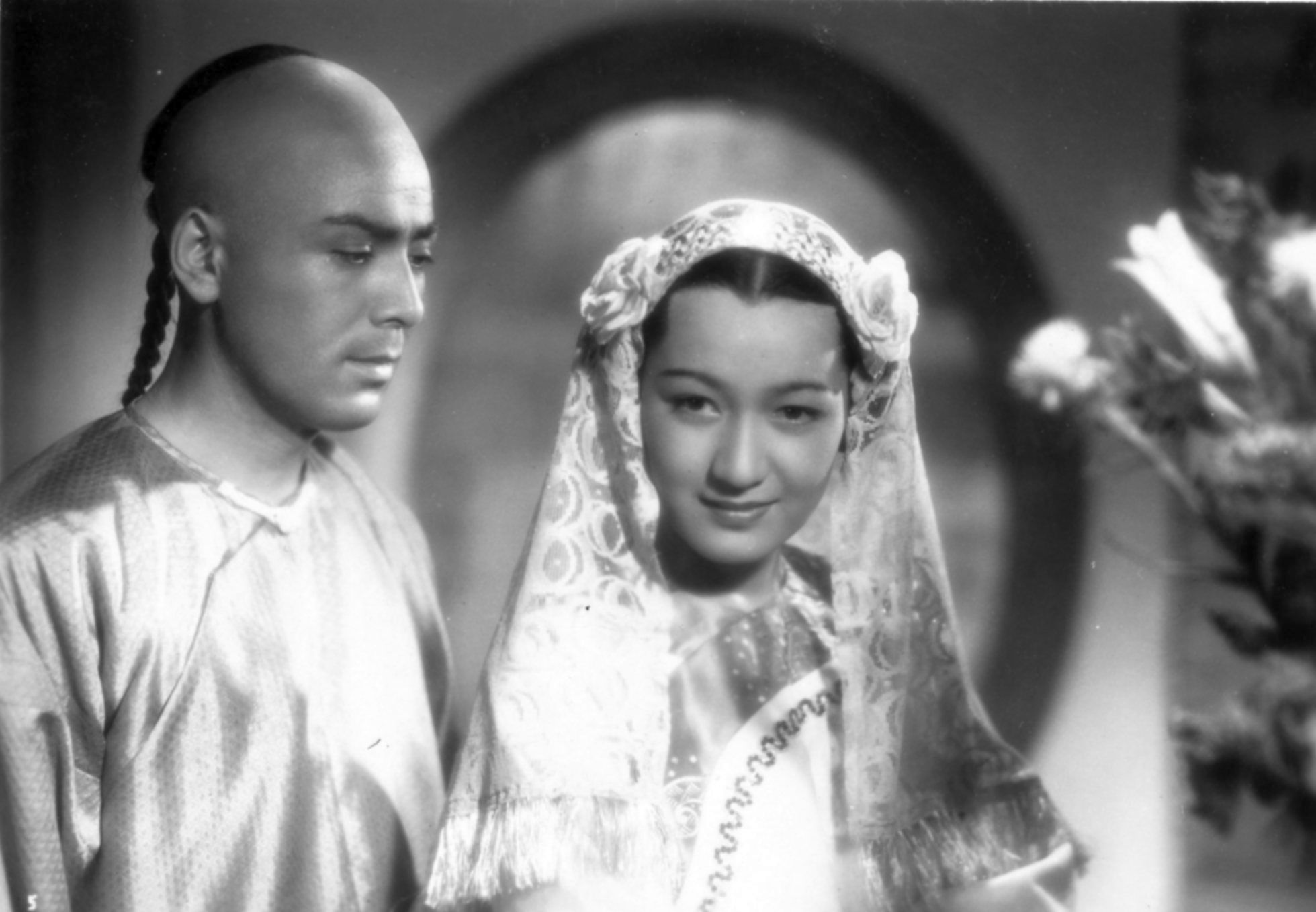
Scène du film avec Seizaburō Kawazu et Setsuko Hara.

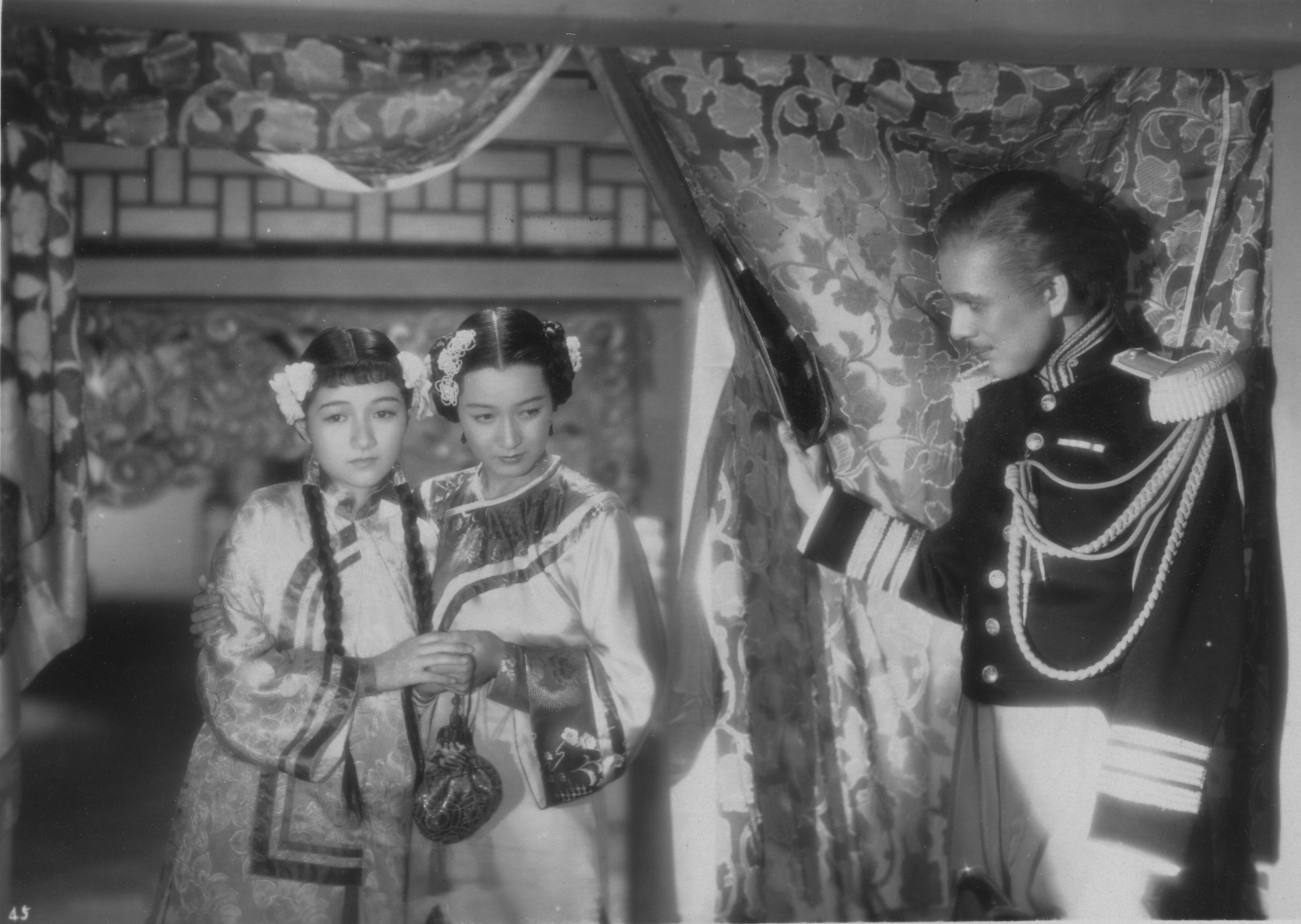
Scène du film avec Hideko Takamine, Setsuko Hara et Denmei Suzuki.

- Assistant réalisateur : Sōjirō Motoki
- Scénario : Hideo Oguni et Keiji Matsuzaki (ja)
- Photographie : Jōji Ohara
- Décors : Kazuo Kubo (ja)
- Montage : Fusao Hata
- Effets spéciaux : Eiji Tsuburaya
- Musique : Ryōichi Hattori
- Société de production : Tōhō
- Pays d'origine :  Empire du Japon
- Langue originale : japonais
- Format : noir et blanc — 1,37:1 — 35 mm — son mono
- Genre : drame
- Durée : 116 minutes[1]
- Date de sortie :
  - Empire du Japon : 14 janvier 1943[1]

## Distribution
- Ennosuke Ichikawa : Lin Zexu
- Seizaburō Kawazu (ja) : Boku Shiei
- Setsuko Hara : Ai Lang
- Hideko Takamine : Rei Lang
- Sugisaku Aoyama : Charles Elliot
- Denmei Suzuki : George Elliot
- Ichirō Sugai : le fumeur d'opium